# Přes prsty
Přes prsty je český film scenáristy Petra Kolečka z roku 2019, jedná se o jeho režijní debut. Jedná se o romantickou komedií z prostředí plážového volejbalu, ve kterém hrají hlavní roli spoluhráčky Linda (Petra Hřebíčková) a Pavla (Denisa Nesvačilová).

## Výroba
Film se natáčel v září 2018. Na jaro 2019 se plánovaly dotáčky na skutečném turnaji v Ostravě. Film měl premiéru v českých kinech dne 29. srpna 2019. V lednu 2020 byl film vydán na DVD. 
Ústřední píseň filmu „Tvůj svět“ nazpívali Marcell a Lucie Bílá. 

## Obsazení
| Petra Hřebíčková        | Linda                       |
| Denisa Nesvačilová      | Pavla                       |
| Jiří Langmajer          | Jíra                        |
| Vojtěch Dyk             | Hynek                       |
| Marián Miezga           | Gejza                       |
| Radka Pavlovčinová      | Tereza Kettnerová           |
| Kristína Greppelová     | Marcela Kettnerová          |
| Milan Mikulčík          | Kettner                     |
| Jakub Gottwald          | barman                      |
| Jan Konečný             | Roman                       |
| Jakub Prachař           | Marek                       |
| Zdena Hadrbolcová       | Slámová                     |
| Martin Evžen Kyšperský  | číšník v luxusní restauraci |
| Julie Šurková           | Somatotypka                 |
| Lucie Šteflová          | Čubička                     |
| Marek Taclík            | Rajtoral                    |
| Igor Chmela             | trenér Kocourek             |
| Leoš Noha               | otec dítěte                 |
| Jan Komínek             | Jíra zamlada                |
| Ján Jackuliak           | trenér Jíry                 |
| Veronika Čermák Macková | Hynkova nová přítelkyně     |
| Štěpán Kozub            | rozhodčí                    |
| Mirai Navrátil          | Dýdžej                      |

## Recenze
Filmu se dostalo od českých kritiků rozporuplného přijetí: 
- František Fuka, FFFilm, 20. srpna 2019, [2]
- Lenka Vosyková, Červený koberec, 22. srpna 2019, [3]
- Mirka Spáčilová, IDNES.cz, 25. srpna 2019, [4]
- Jan Varga, Filmspot, 26. srpna 2019, [5]
- Mojmír Sedláček, Movie Zone, 27. srpna 2019, [6]
- Adam Kahánek, Týden.cz, 27. srpna 2019, [7]
- Kristina Roháčková, Český rozhlas, 29. srpna 2019, [8]
- Dagmar Šimková, TotalFilm, 29. srpna 2019, [9]
- Sebastian Pažót, Pažót.cz, 31. srpna 2019, [10]